# 金华东站
金华东站是沪昆线车站，位于浙江省金华市婺城区，是上海铁路局金华车务段管辖的一等区段站，日均解编货物列车100余列，日均作业车辆约9000多辆。
金华东站于1989年6月开站，当时设有5条股道。1992年开始扩建工程，新建一级三场区段站，于1997年3月完工，并于1997年4月启用编组业务:233，1998年3月31日正式启用，取代了老金华站的编组业务。1999年车站至金华西区间建成第三线。

## 概要
金华东站主要承担沪昆线、金温货线、金千线、萧甬线折角车流以及金华枢纽小运转的解编作业、技术作业、段管线的取送作业和办理直通货物列车和旅客列车通过作业，为一级三场站型区段站。金华东站站共配备驻站调机3台。驼峰区配东风7C型柴油机车两台，主要担当到达列车的解体作业、协助峰尾调机编组列车及杭州机辆段金华运用车间取送作业。峰尾区配东风7C型调机一台，主要担当列车编、站修所取送作业并协助驼峰调机的解体作业。

### 车站结构
金华东站为横列式一级三场站型，从南到北设有下行到发场、调车场和上行到发场共三个车场：
下行场即I场，又称下行到发场，位于站场最南端，主要为下行客货列车到发以及金华枢纽小运转（竹马馆站和金华南站）作业列车到发。设沪昆线下行线正线，到发线共计8股。上行场即III场，又称上行到发场，位于站场最北端，紧靠沪昆高速铁路，主要办理上行客货列车的到发作业。上行场设沪昆线上行线正线，到发线共7股。
编组场又称调车场和II场，办理列车解体、编组及下行货物列车编发作业。站场设有高度为2.52米的驼峰，设分类线共计20股并设有减速顶。2017年开始，编组场的板式减速器将逐步更换为低噪声制动梁型车辆减速设备，以减少对周边的噪音污染，截至2019年11月共完成7组股道的更新。

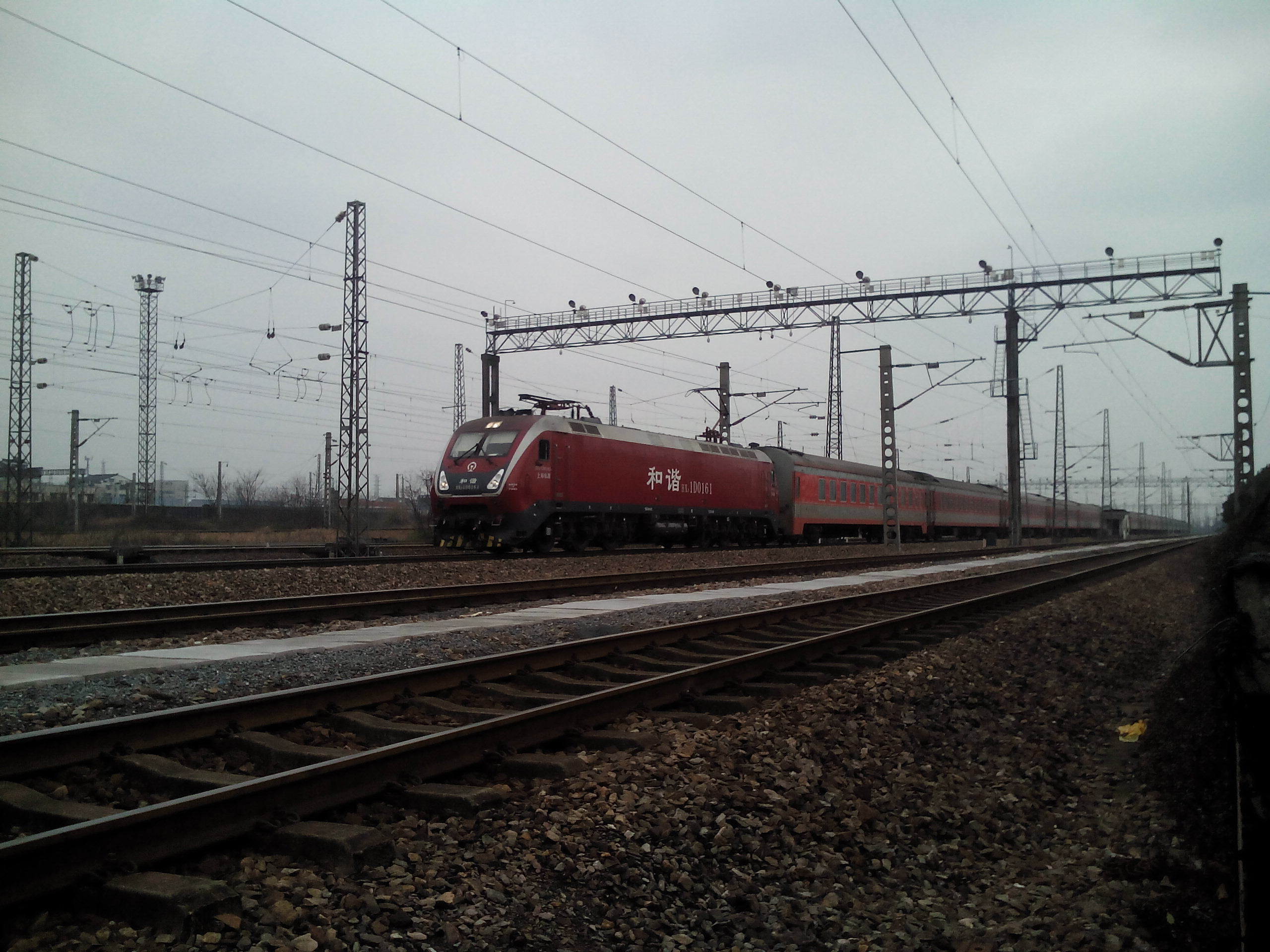
K845次列车通过下行场
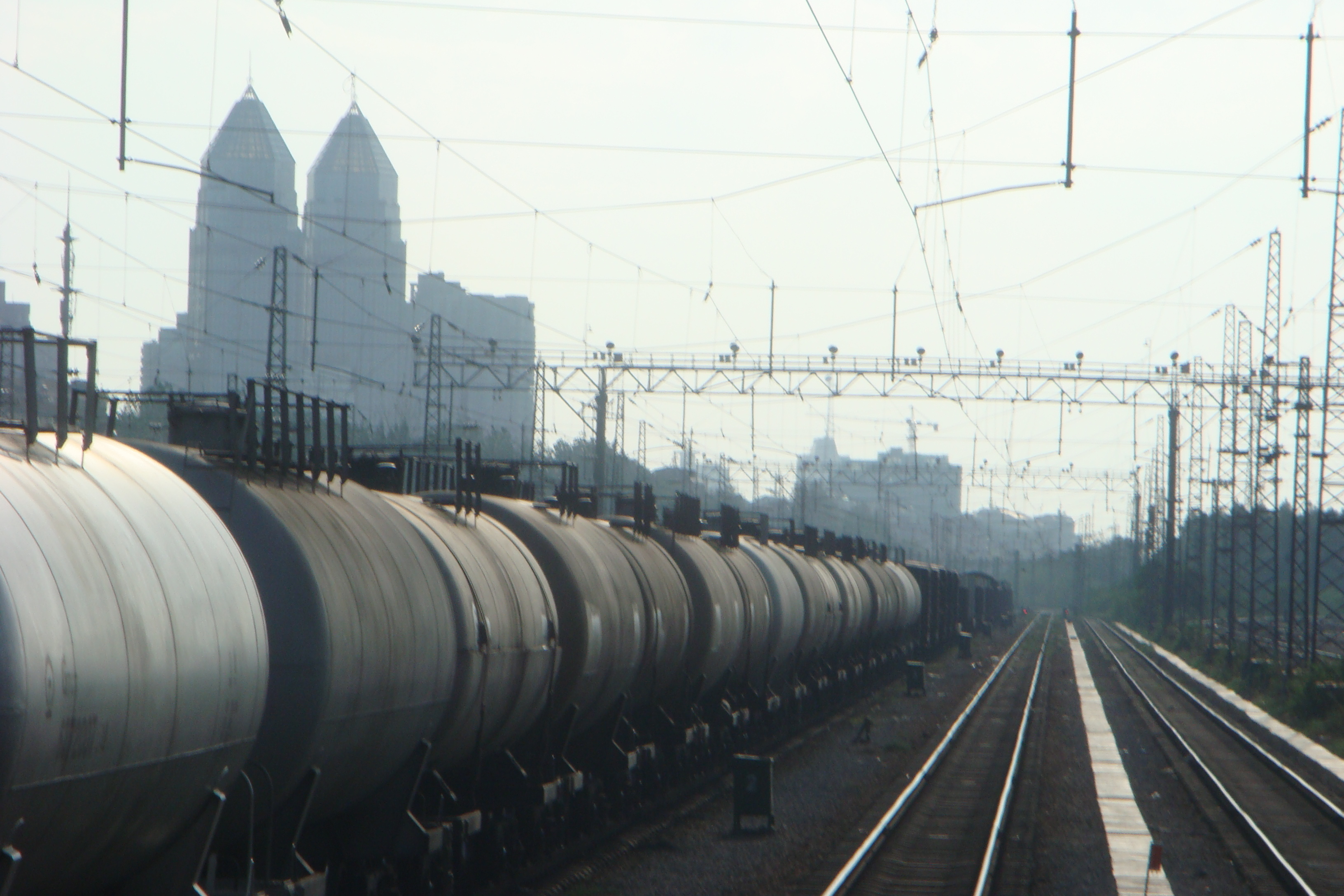
下行场路轨和列车
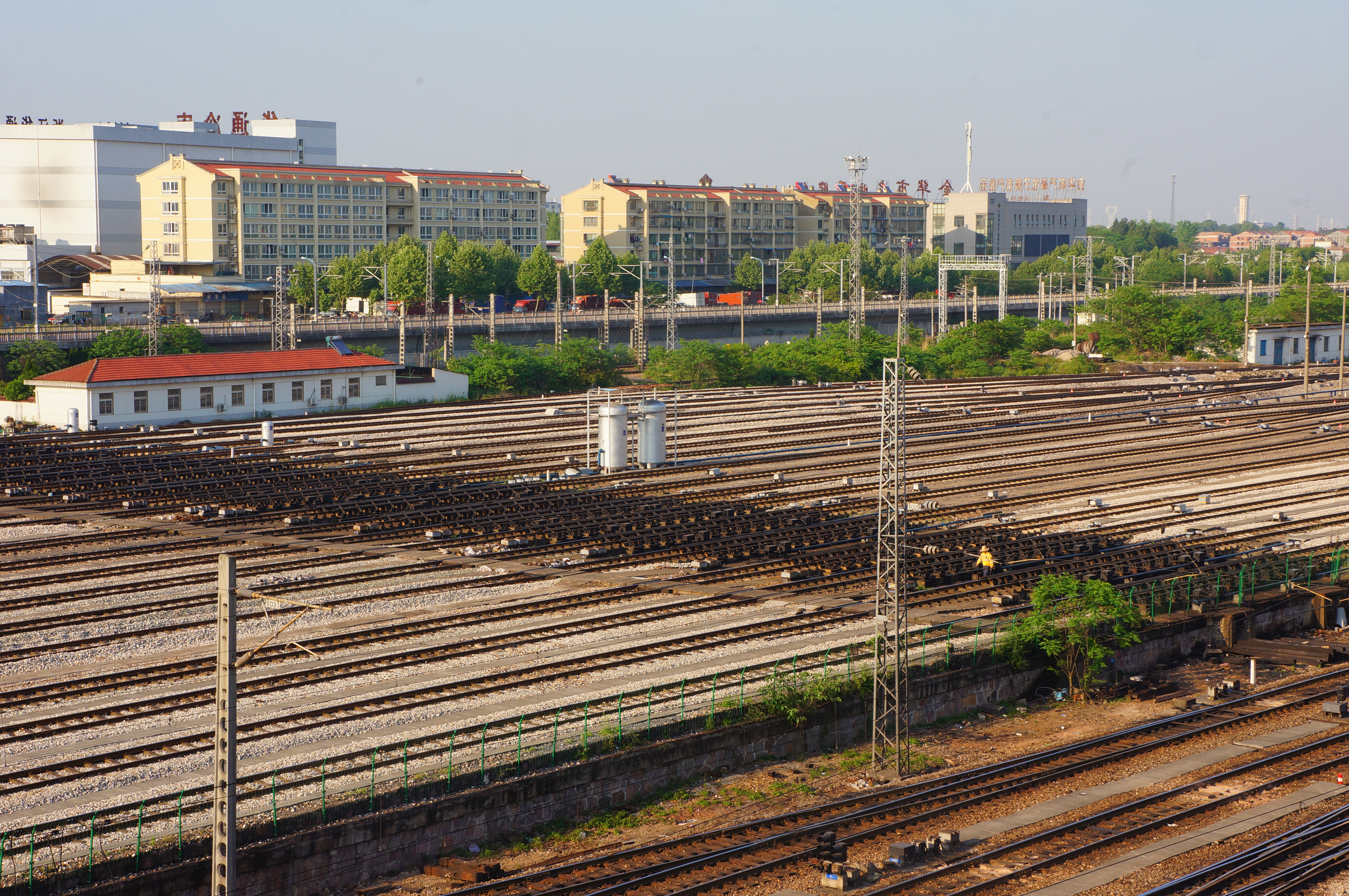
调车场的驼峰以及减速器
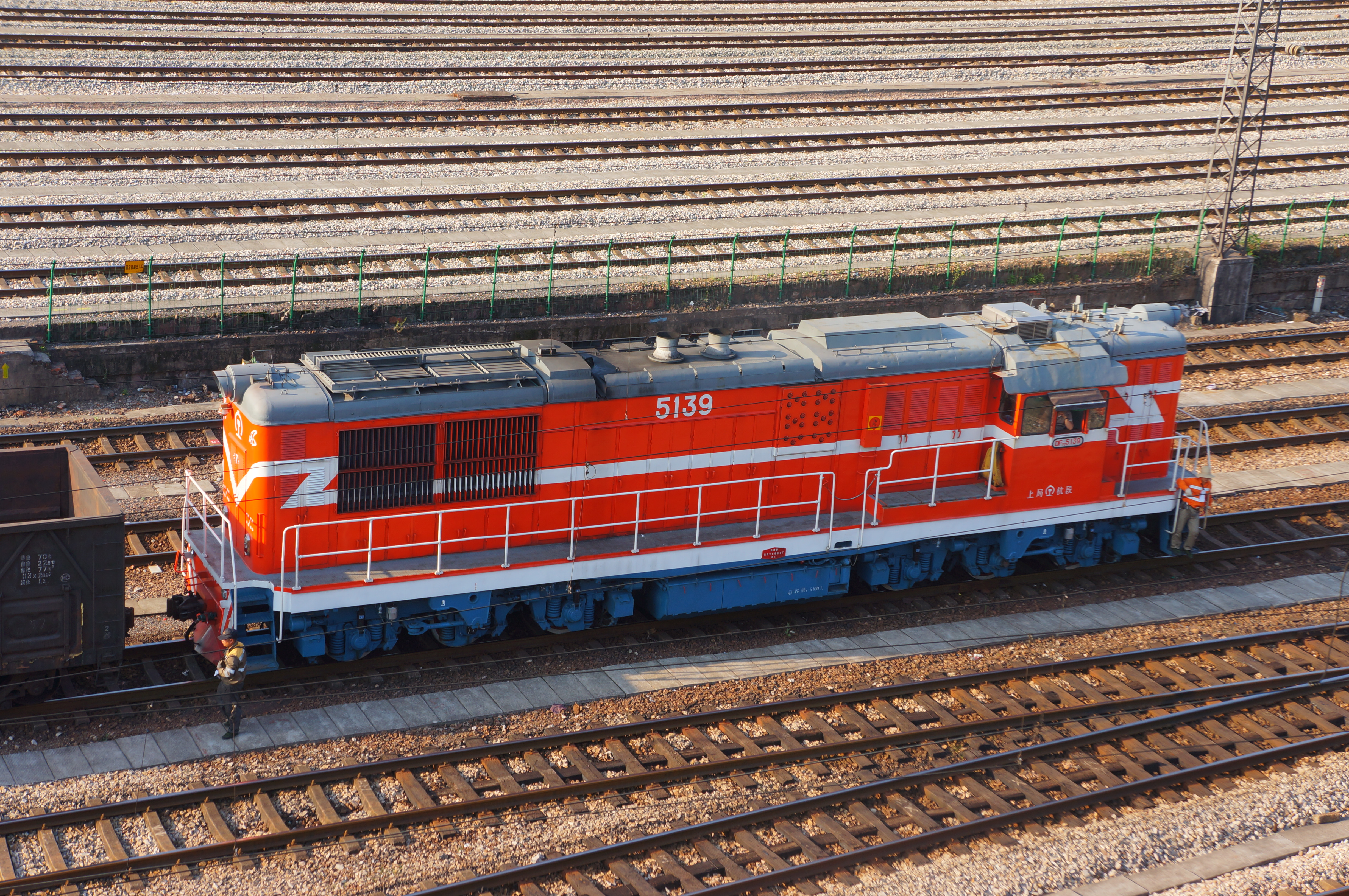
东风7C型柴油机车调车中
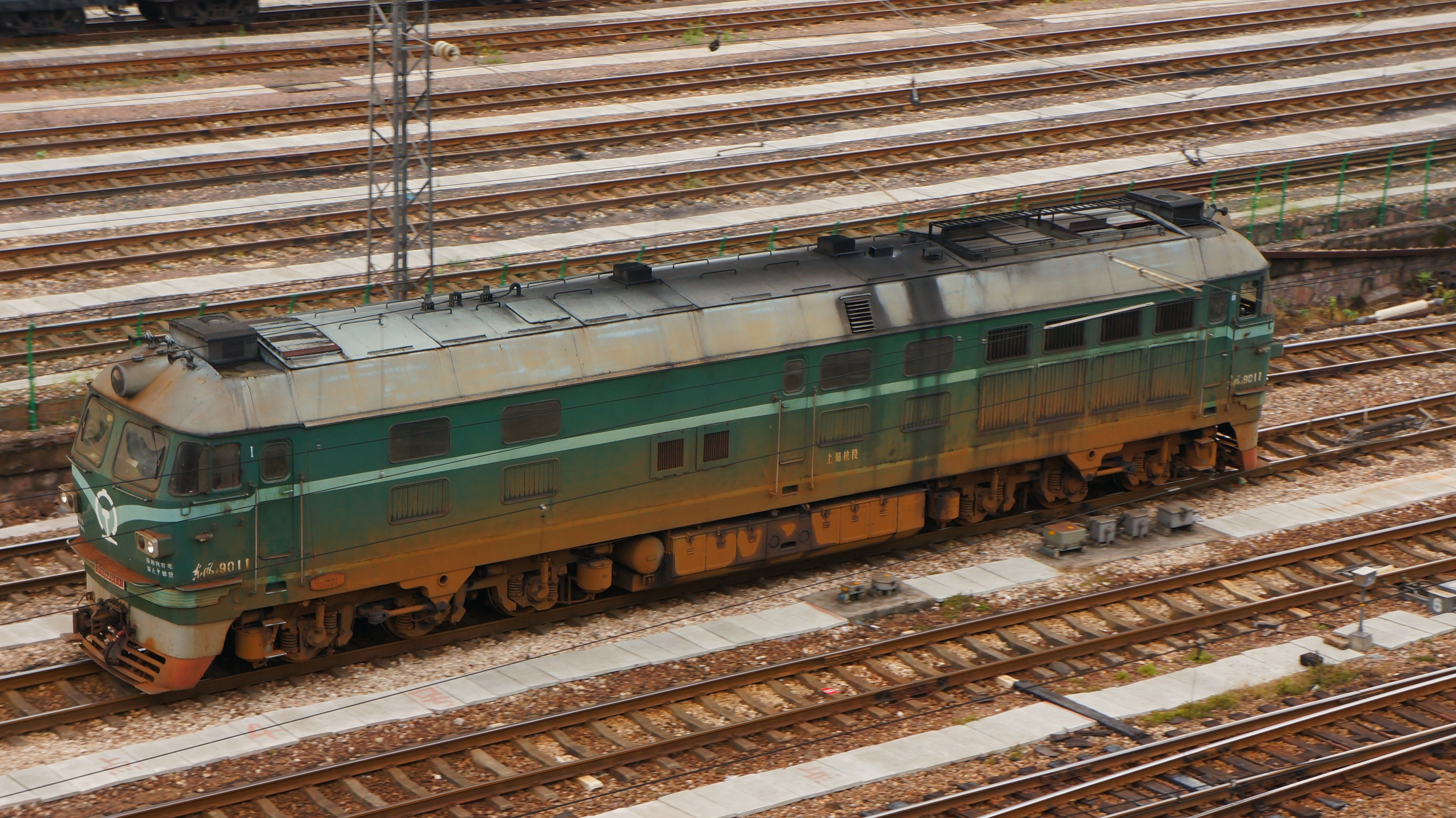
I场内的DF4B型机车

### 附属设施
车站东侧设有上海铁路局杭州机辆段金华整备车间，与车站上行场、下行场通过出库线连接。2017年3月开始，浙江金温铁道开发有限公司在整备车间旁设立派班室，以使得其设备得以进驻金华东站、机车进入金东机务折返段进行整备作业。此外，车站附近还设有杭州房建公寓段金华东铁路公寓、杭州北车辆段金华运用车间、 杭州工务段金华线路车间、金华东站派出所等设施。
2013年开工的金华城市道路东市北街设有下穿本站的隧道，2015年10月打通，2016年4月通车。

## 争议事件

### 噪音
由于车站临近市区，因而时而遭到市民投诉其夜间噪音过大问题。2011年有家住四季东升苑小区的市民向金华新闻网反映金华东站火车鸣笛较长、影响市民休息的问题，并希望铁路部门可以限制其列车在夜间鸣笛的次数和长度。对此，上海铁路局杭州机务段安全科回复媒体查询称，该段列车司机已按照上海局于2007年出台的《关于公布上海铁路局限制机车（动车、轨道车）鸣笛后的行车办法》，在特定路段限制鸣笛。但该规定并没有禁止司机鸣笛，有时鸣笛是必须的以确保行车安全。同时机务段表示将该段司机进行进一步教育，尽可能减少不必要的鸣笛。
2013年又有多位市民向金华新闻网反映车站夜间噪音的问题，称机车的鸣笛、内燃机车的轰鸣、刹车声和车辆对接的声音有时可达至100分贝以上。对此，上海铁路局金华车务段回复媒体查询表示列车编组时会产生刹车声，造成一定噪音。另外铁路局组织的噪音检测均显示车站平均车流密度下一小时的等效声级不超过70分贝，符合要求。此外，铁路局还指出车站于1996年启用，而车站周边的小区于2000年才动工，根据相关规定，居民应该要求小区建设单位承担责任。

### 打鸟
由于经常有装载玉米的车皮在车站进行编组，导致许多鸟被吸引至车站周边觅食，因此有部分市民经常在车站周边使用弹弓打鸟。但由于车站北侧为沪昆高速铁路线路，列车在高速行驶途中被弹弓击中，导致车窗碎裂并紧急停车的事件时有发生。铁路警方和金华市林业局经过调查后在车站周围张贴警示标语以劝导市民不要再车站周边打鸟。

## 未来
由于金华东站能力已饱和，拟规划实施沪昆线金华城区段外绕工程，将金华东站的技术作业转移至新建的金华雅畈编组站。